# Małgorzata Tracz

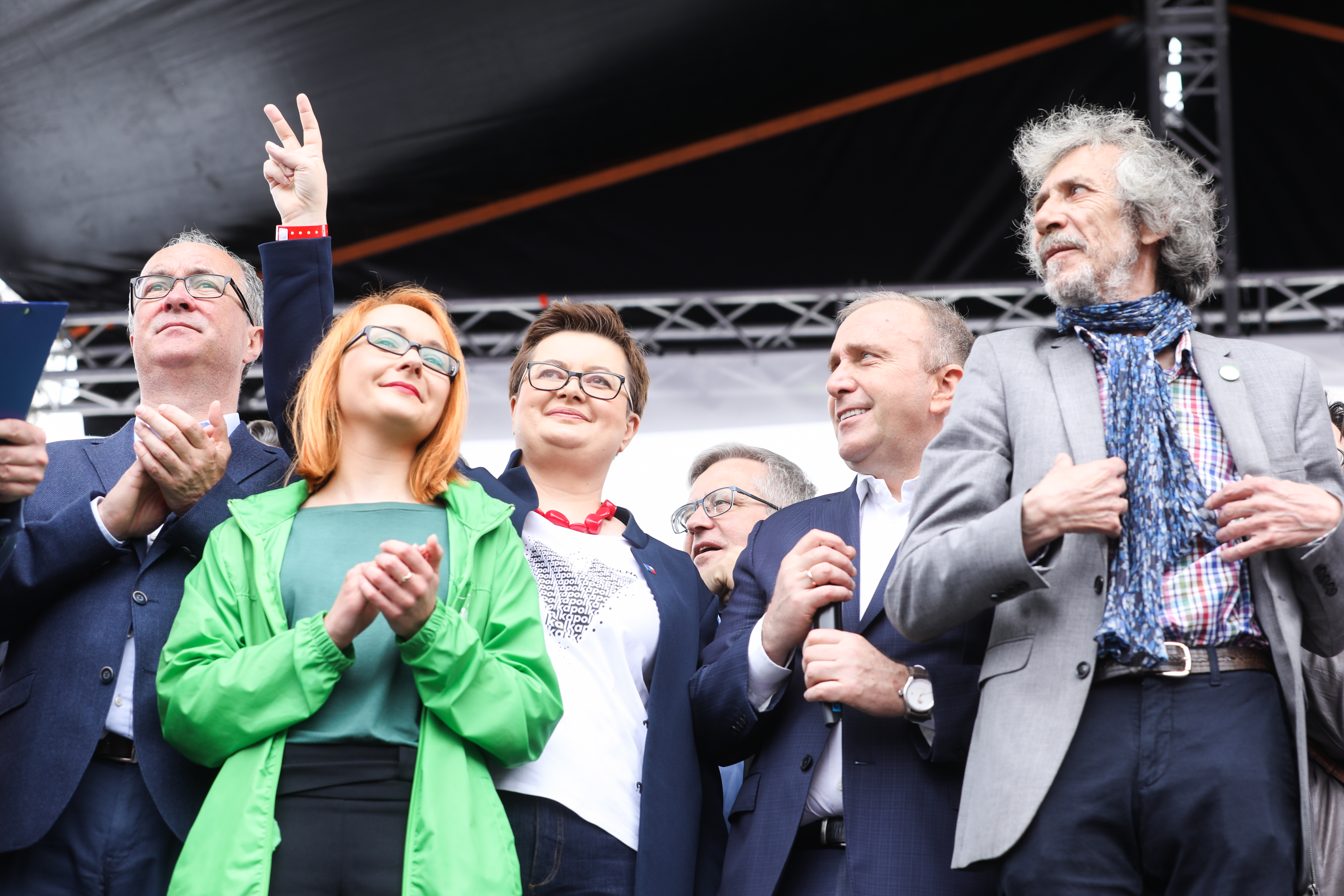
Małgorzata Tracz wraz z innymi liderami Koalicji Europejskiej

Małgorzata Elżbieta Tracz (ur. 8 grudnia 1985 w Bolesławcu) – polska działaczka społeczna i polityczna, polonistka i nauczycielka akademicka. Od 2015 do 2022 przewodnicząca (w ramach parytetu wraz z drugim przewodniczącym, kolejno z Adamem Ostolskim, Markiem Kossakowskim i Wojciechem Kubalewskim) proekologicznej Partii Zieloni, posłanka na Sejm IX i X kadencji.

## Życiorys

### Wykształcenie i praca zawodowa
Od 2005 związana z Wrocławiem. Uzyskała licencjat ze stosunków międzynarodowych na Uniwersytecie Wrocławskim, na którym ukończyła także studia magisterskie z filologii polskiej. Została na tej uczelni jako prowadząca zajęcia. Prowadziła galerię sztuki, pracowała w korporacji jako specjalistka, zajęła się organizacją szkoleń.

### Działalność społeczna i publicystyczna
Zaangażowana w ogólnopolskie i lokalne inicjatywy ekologiczne oraz społeczne, zajmując się w ich ramach walką ze smogiem, energetyką opartą na źródłach odnawialnych, zmianami klimatu i polityką miejską. Współzałożycielka Stowarzyszenia Aktywnych Społecznie „Trampolina” oraz członkini rady programowej Kongresu Kobiet.
Członkini Stowarzyszenia Ekologicznego Eko-Unia, organizowała działania na rzecz ochrony Puszczy Białowieskiej. Od czasu powstania w 2015 działaczka Dolnośląskiego Alarmu Smogowego. W 2017 prowadziła kampanię w sprawie wsparcia uchwały antysmogowej dla Dolnego Śląska.
Brała udział w protestach przeciwko pojawiającym się w latach 2016–2018 projektom zaostrzania przepisów dotyczących przerywania ciąży. W 2017 zarzucono jej wykroczenie znieważenia Znaku Polski Walczącej (dotyczyło to użytego podczas protestów transparentu, na którym symbol zawierał naniesione znaki płci; symbol w tej formie był używany przez to środowisko od 2013). W sprawie tej została w 2018 ostatecznie uniewinniona przez sąd.
Współautorka publikacji Jak tworzyć Wrocław? Ruchów miejskich strategia dla Wrocławia oraz Progresywna polityka zagraniczna. Publikowała m.in. w „Zielonych Wiadomościach” oraz „Krytyce Politycznej”.

### Działalność polityczna
W latach 2006–2009 była aktywistką Stowarzyszenia Młoda Socjaldemokracja, w 2009 jako członkini sekretariatu krajowego tej organizacji. W lutym 2014 dołączyła do Partii Zieloni, a w czerwcu tego samego roku wybrana na przewodniczącą koła wrocławskiego, którym kierowała do maja 2015. W lipcu 2014 została członkinią rady krajowej partii. W 2014 startowała bez powodzenia z listy Partii Zieloni w wyborach samorządowych do Rady Miejskiej Wrocławia. W maju 2015 wybrana na przewodniczącą Partii Zieloni (w ramach parytetu z Adamem Ostolskim), w głosowaniu pokonując Annę Grodzką.
W wyborach parlamentarnych w 2015 kandydowała do Sejmu z listy Zjednoczonej Lewicy, uzyskując 14 542 głosy (10. wynik wśród kandydatów komitetu); koalicja jednak nie przekroczyła progu wyborczego i nie uzyskała mandatów. W wyborach samorządowych w 2018 ubiegała się o funkcję prezydenta Wrocławia (dostała 1,35% głosów w pierwszej turze) oraz ponownie o mandat radnej miejskiej.
Zgłosiła akces swojej partii do Koalicji Europejskiej, zawiązanej na wybory do Parlamentu Europejskiego w 2019. Następnie z ugrupowaniem tym dołączyła do Koalicji Obywatelskiej. W wyborach parlamentarnych w 2019 kandydowała z 2. miejsca listy KO do Sejmu w okręgu wyborczym nr 3 (Wrocław). Otrzymała 28 676 głosów i uzyskała mandat posłanki na Sejm RP IX kadencji. Po wyborach została wiceprzewodniczącą klubu parlamentarnego Koalicji Obywatelskiej oraz została członkinią Komisji Rolnictwa i Rozwoju Wsi oraz Komisji Spraw Zagranicznych.
Funkcję przewodniczącej Zielonych sprawowała do stycznia 2022; nie ubiegała się wówczas o ponowny wybór. Od 2022 wchodziła w skład komitetu Europejskiej Partii Zielonych. W wyborach w 2023 z powodzeniem ubiegała się o poselską reelekcję, otrzymując 17 693 głosy. Została ponownie członkinią Komisji Rolnictwa i Rozwoju Wsi oraz Komisji Spraw Zagranicznych. Została też przewodniczącą Podkomisji stałej do spraw dobrostanu zwierząt gospodarskich i ochrony produkcji zwierzęcej w Polsce oraz zwalczania chorób zakaźnych zwierząt.